# Zeng Zhen
Pour les articles homonymes, voir Zeng.
Zeng Zhen est une nageuse synchronisée chinoise née le 28 novembre 1993 à Chengdu. 
Elle a remporté 3 médailles d'argent aux Championnats du monde de natation 2015, ainsi que 2 médailles d'or aux Jeux asiatiques de 2014. Elle remporte la médaille d'argent du ballet aux Jeux olympiques d'été de 2016 à Rio de Janeiro.